# Quênia nos Jogos Olímpicos de Inverno de 2002
O Quênia participou dos Jogos Olímpicos de Inverno de 2002 em Salt Lake City, nos Estados Unidos. Foi a segunda participação do país em Jogos Olímpicos de Inverno.

## Desempenho

### Esqui cross-country
| Atleta      | Evento                | Qualificatória | Qualificatória | Quartas-de-final | Quartas-de-final | Semifinal   | Semifinal   | Final       | Final       |
| Atleta      | Evento                | Tempo          | Pos.           | Tempo            | Pos.             | Tempo       | Pos.        | Tempo       | Pos.        |
| ----------- | --------------------- | -------------- | -------------- | ---------------- | ---------------- | ----------- | ----------- | ----------- | ----------- |
| Philip Boit | Velocidade individual | 3:51.49        | 65º            | Não avançou      | Não avançou      | Não avançou | Não avançou | Não avançou | Não avançou |

| Atleta      | Evento                | 10 km clássico | 10 km clássico | 15 km livre | 15 km livre | Total | Total |
| Atleta      | Evento                | Tempo          | Pos.           | Tempo       | Pos.        | Tempo | Pos.  |
| ----------- | --------------------- | -------------- | -------------- | ----------- | ----------- | ----- | ----- |
| Philip Boit | Perseguição combinada | 36:21.6        | 77º            | DNS         | DNS         | DNF   | DNF   |

Legenda
| Recorde mundial      | Recorde mundial (World record)               |                       | Recorde africano                      | Recorde africano (African) |                                           | Q | Classificado por posição (Qualified) |
| Recorde olímpico     | Recorde olímpico (Olympic record)            | Recorde da América    | Recorde da América (Americas)         | q                          | Classificado por melhor tempo (Qualified) |   |                                      |
| Melhor marca do ano  | Melhor marca do ano (World leading)          | Recorde asiático      | Recorde asiático (Asian)              | DNS                        | Não largou (Did not start)                |   |                                      |
| Recorde nacional     | Recorde nacional (National record)           | Recorde europeu       | Recorde europeu (European)            | DNF                        | Não terminou (Did not finish)             |   |                                      |
| Recorde pessoal      | Recorde pessoal do atleta (Personal best)    | Recorde da Oceania    | Recorde da Oceania (Oceania)          | DSQ / DQ                   | Desclassificado (Disqualified)            |   |                                      |
| Recorde da temporada | Recorde da temporada do atleta (Season best) | Recorde sul-americano | Recorde sul-americano (South America) | NM                         | Sem marca (No mark)                       |   |                                      |